# Jean Lassalle
Jean Lassalle (Lourdios-Ichère, 3 maggio 1955) è un politico francese, deputato dal 2002.

## Biografia
Jean Lassalle è nato nel maggio 1955 a Lourdios-Ichère, paesino della valle d'Aspe. Proviene da una famiglia di pastori che praticano la transumanza, il cui maso di montagna è oggi gestito dal fratello,, Julien Lassalle. Dopo gli studi classici dove apprese il latino e il greco,, divenne perito agrario specializzandosi in idraulica e pianificazione regionale. Fondò una società di consulenza che dava lavoro a una decina di dipendenti.
La sua lingua madre è il "béarnais" e firma Jan de Lassala quando scrive in questa lingua.

## Carriera
Eletto parlamentare in rappresentanza del 4° collegio elettorale dei Pirenei Atlantici nell'Assemblea nazionale dal 2002, in precedenza fino al 2016 ha fatto parte del Movimento Democratico (MoDem). Si è candidato due volte alle elezioni presidenziali francesi, una prima nel 2017 e un'altra nel 2022.
Il 21 novembre 2018, indossa un gilet giallo all'Assemblea nazionale a sostegno di questo movimento.

## Vita privata
Jean Lassalle e sua moglie Pascale hanno quattro figli: Alizée, Geoffray, Amaury e Thibault Lassalle, giocatore di rugby professionista.

## Curiosità
Il produttore discografico francese Vanderkraft, alias Adrien Penhouet, nel 2017 gli ha dedicato il singolo  Au-delà des mers.